# 新寧醫院
新寧健康科學中心（當地華人使用的名稱，縮寫作SHSC，簡稱新宁医院；其他媒體音譯作珊尼布鲁克健康科学中心或森尼布鲁克医院），位於加拿大安大略省多伦多北約克的艾靈頓路（Eglinton Avenue）夾灣景路（Bayview Avenue）處，是大多市的一座醫療科學學術中心、全加拿大最大的腫瘤治療中心、以及多倫多除聖米高醫院以外的另一座腫瘤治療中心。新寧醫院是多倫多大學全資擁有的附屬教學醫院。醫院亦是加國最大的退伍軍人中心的所在地，加國第二次世界大战及朝鲜战争的退伍軍人都在這所醫院接受治療。此外，全加拿大首宗確診2019冠状病毒病疫情的個案亦是在這所醫院接受治療。

## 外部連結
- Sunnybrook Health Sciences Center
- Sunnybrook Foundation
- Sunnybrook Research Institute
- Sunnybrook PARTY PARTY Program (Prevent Alcohol and Risk Related Trauma in Youth)（英语：PARTY Program (Prevent Alcohol and Risk Related Trauma in Youth)）